# Cattedrale di San Lorenzo (Trapani)
Il duomo di Trapani, che risponde al nome ufficiale di protobasilica cattedrale di San Lorenzo, è il duomo di Trapani, in Sicilia, chiesa madre della diocesi omonima. È situata nel centro storico della città, lungo il corso Vittorio Emanuele. Ha la dignità di basilica minore.

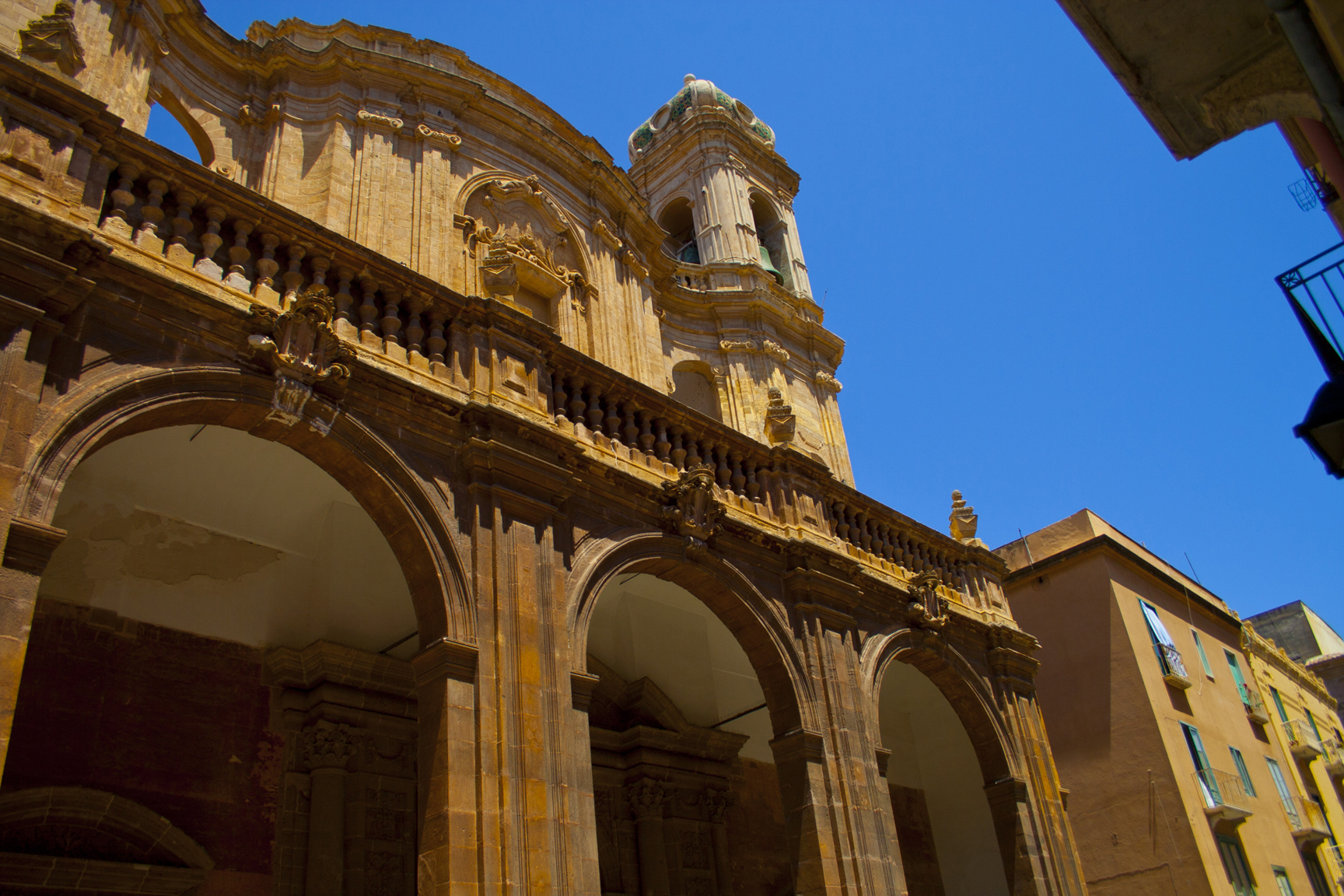
Prospetto, veduta parziale.

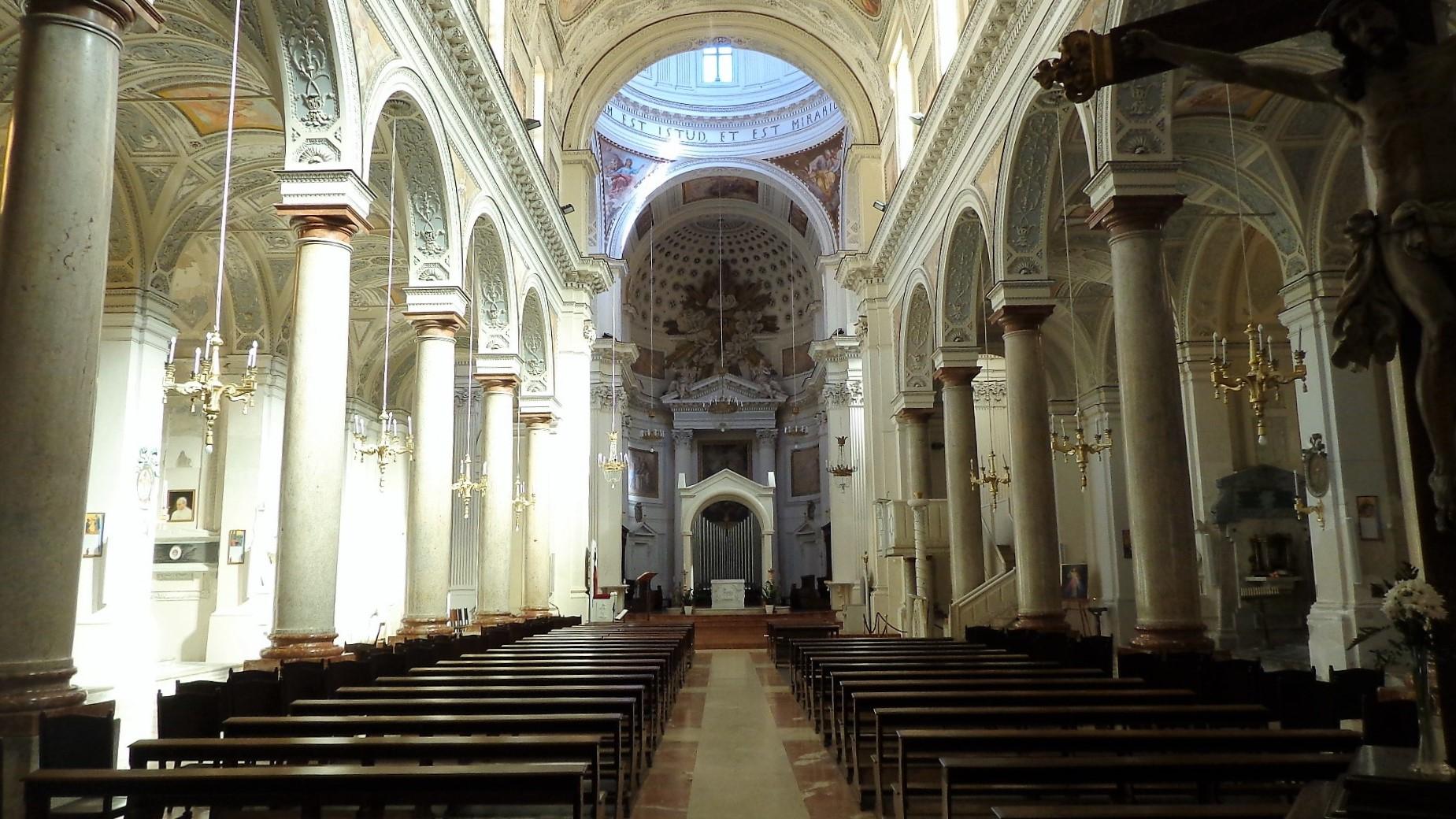
Navata.

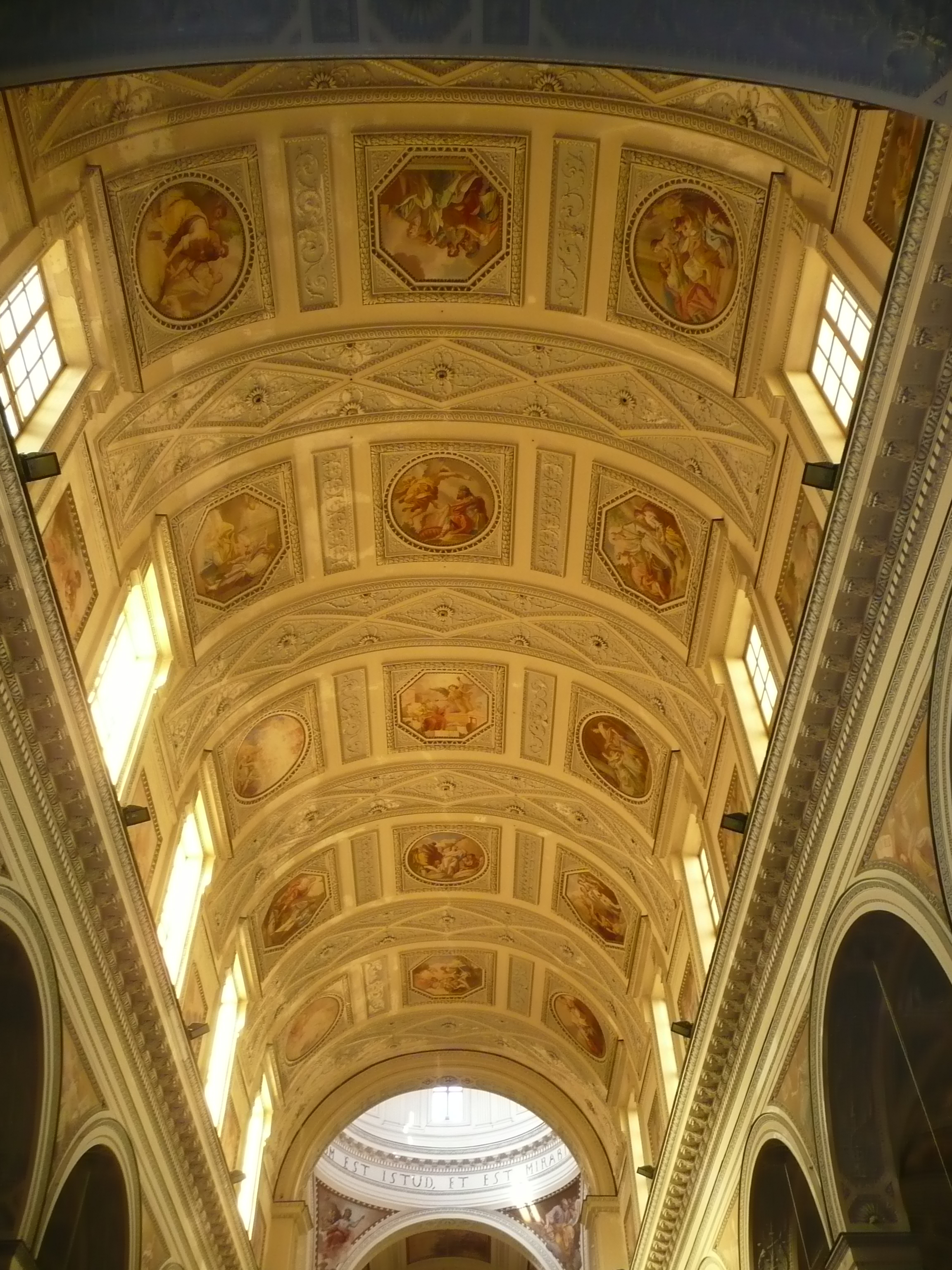
Affreschi.

## Storia

### Epoca normanna
L'antico edificio sorgeva nel primitivo quartiere «Palazzo» inserito nelle porzione di territorio ove era insediato il «Consolato della Nazione Genovese», denominato «Cappella di San Giorgio» del 1102, quest'ultimo santo patrono della Repubblica marinara dei Genovesi. La comunità genovese è presente a Trapani dedita al commercio e alle attività marinare fin dall'XI secolo, alleata del gran Conte Ruggero nell'opera di riconquista dell'isola per sottrarla al dominio arabo.

### Epoca aragonese
Nel 1280 re Giacomo II di Aragona dispose la suddivisione del quartiere «Palazzo» in due ulteriori rioni denominati rispettivamente di «San Francesco» e di «San Lorenzo» per via della presenza dei rispettivi luoghi di culto in essi edificati.
- 1421, La chiesa è documentata come cappellania.
- 1434, Per volontà di Alfonso il Magnanimo il tempio fu elevato a parrocchia. Col patrocinio delle famiglie più facoltose presero avvio i lavori per la costruzione delle cappelle, prima fra esse quella dedicata a Santo Stefano martire, edificazione finanziata dalla famiglia Vento.

### Epoca spagnola
- 1602, La diocesi di Mazara del Vallo, istituzione religiosa cui apparteneva la città di Trapani, rilascia il permesso per urgenti lavori di restauri dovuti al minacciato crollo delle strutture. Nel 1603 grazie alla raccolta di elemosine è avviata la costruzione dell'abside.

La prima impronta d'impianto basilicale è dovuta all'opera dell'architetto padre Bonaventura Certo, messinese, religioso dell'Ordine dei frati minori conventuali di San Francesco.

### Epoca borbonica
La chiesa fu solennemente consacrata dal vescovo di Mazara del Vallo Bartolomeo Castelli il 2 luglio del 1705. Nel 1736 fu elevata a collegiata. Il titolo di chiesa madre in passato era appartenuto alla chiesa di Sant'Agostino in epoca aragonese - spagnola, alla basilica di San Nicolò dal 1620.
- 1740, L'aspetto odierno risale al restauro settecentesco, ad opera dell'architetto Giovanni Biagio Amico,[1] il quale perfezionò la costruzione con una bellissima cupola, le cupoline, il prospetto con balaustre,[1] il portico tripartito con campanili e le cappelle laterali. In questo contesto furono realizzate la cantoria e il coro, l'altare maggiore con la sua tribuna, le statue ed angeli al di sopra per ornamento, al centro dell'abside il nome di Dio in ebraico, l'organo, il fonte battesimale, i confessionali, il pulpito.[7] Il complesso dei lavori e i numerosi interventi di restauro determinarono nel 1788 l'istituzione della «Fabbrica del Duomo».

Nel 1794 gli interni furono maggiormente adornati di finissimi stucchi di gusto greco, di eleganti pitture del pennello di don Vincenzo Manno, palermitano, raffiguranti storie dell'Antico Testamento, dei Patriarchi, dei Profeti, degli Atti degli Apostoli ed i più significativi episodi dei Vangeli. Numerose altre opere furono commissionate ai più affermati esponenti della scena artistica trapanese.

### Epoca contemporanea
Nel 1844 Trapani fu elevata a sede vescovile con la costituzione della diocesi da parte di papa Gregorio XVI, e il tempio di San Lorenzo fu elevato al rango di cattedrale ponendo fine all'annosa contesa con la collegiata di San Pietro Apostolo e la protobasilica di San Niccolò.
Con regio decreto, nel 1940 la cattedrale fu dichiarata monumento nazionale.
Dal 1975 al 1997 la Soprintendenza dei Beni culturali ed ambientali di Trapani ha seguito i lavori di restauro della chiesa. Nel 1990 fu realizzata la nuova cancellata a chiusura del pronao e, nel 1995 i nuovi arredi liturgici.

## Descrizione

### Esterno
La facciata del duomo di San Lorenzo martire è in stile barocco e presenta, nella parte inferiore, un pronao, mentre nella parte superiore ha un andamento curvilineo. Il pronao si compone di tre campate, a ciascuna delle quali corrisponde un arco a tutto sesto che si apre sull'esterno. La cancellata che chiude il pronao è stata realizzata in bronzo e ferro battuto da Ennio Tesei nel 1990 ed inaugurata il 29 giugno dello stesso anno. La parte superiore della facciata, priva di coronamento, è decorata da lesene ioniche e presenta, sul lato destro, un campanile con cuspide coperta da maioliche policrome.

### Interno

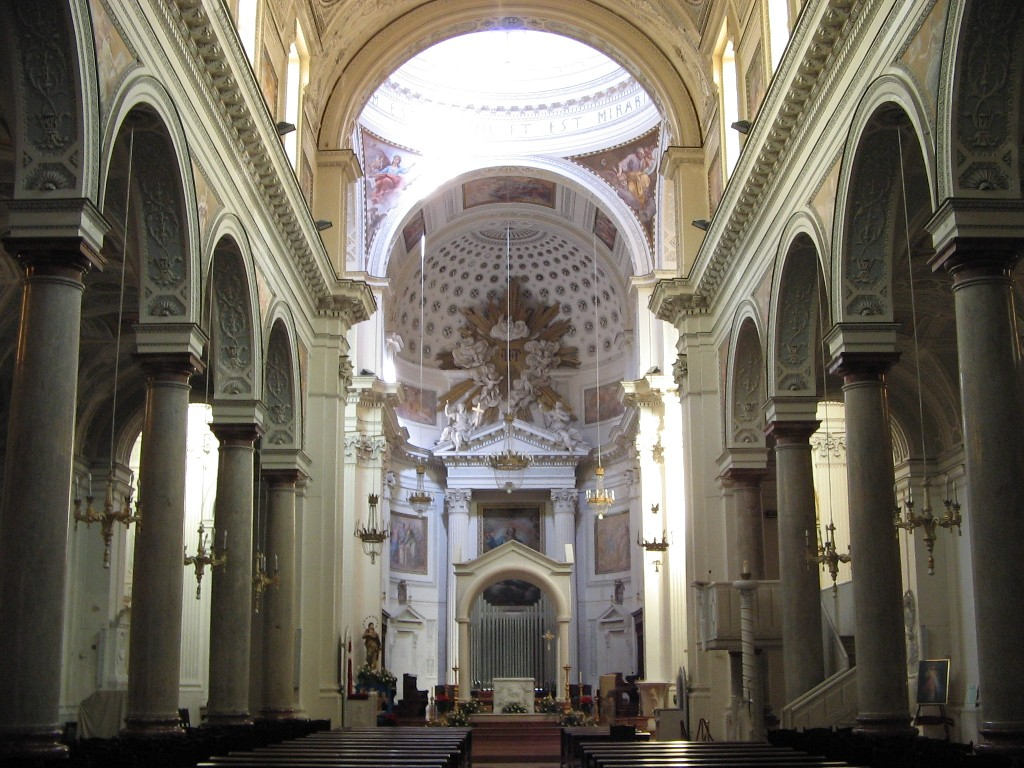
Interno

L'interno del duomo, preceduto da un endonartece, è a croce latina, a tre navate separate da colonne tuscaniche, sei per lato, sorreggenti archi a tutto sesto. La navata centrale è coperta con volta a botte, mentre le due laterali sono coperte con volta a crociera; su queste ultime, si aprono le cappelle laterali, quattro per lato. Il transetto presenta, a ridosso delle pareti di fondo, due altari neoclassici con decorazioni geometriche in marmo: quello di destra è dedicato a San Lorenzo martire ed ospita la pala del Martirio di San Lorenzo, di Giuseppe Felici (XVII secolo); quello di sinistra, invece, è dedicato a Santo Stefano Protomartire ed ospita la pala Lapidazione di Santo Stefano di Domenico La Bruna (XVIII secolo). La crociera è coperta dalla cupola, contornata da quattro cupolini e sorretta da un originale tamburo esternamente a sezione quadrata, internamente a sezione circolare. La profonda abside ospita, incorniciato fra due colonne corinzie, il quadro Eterno Padre di Domenico La Bruna (XVIII secolo).

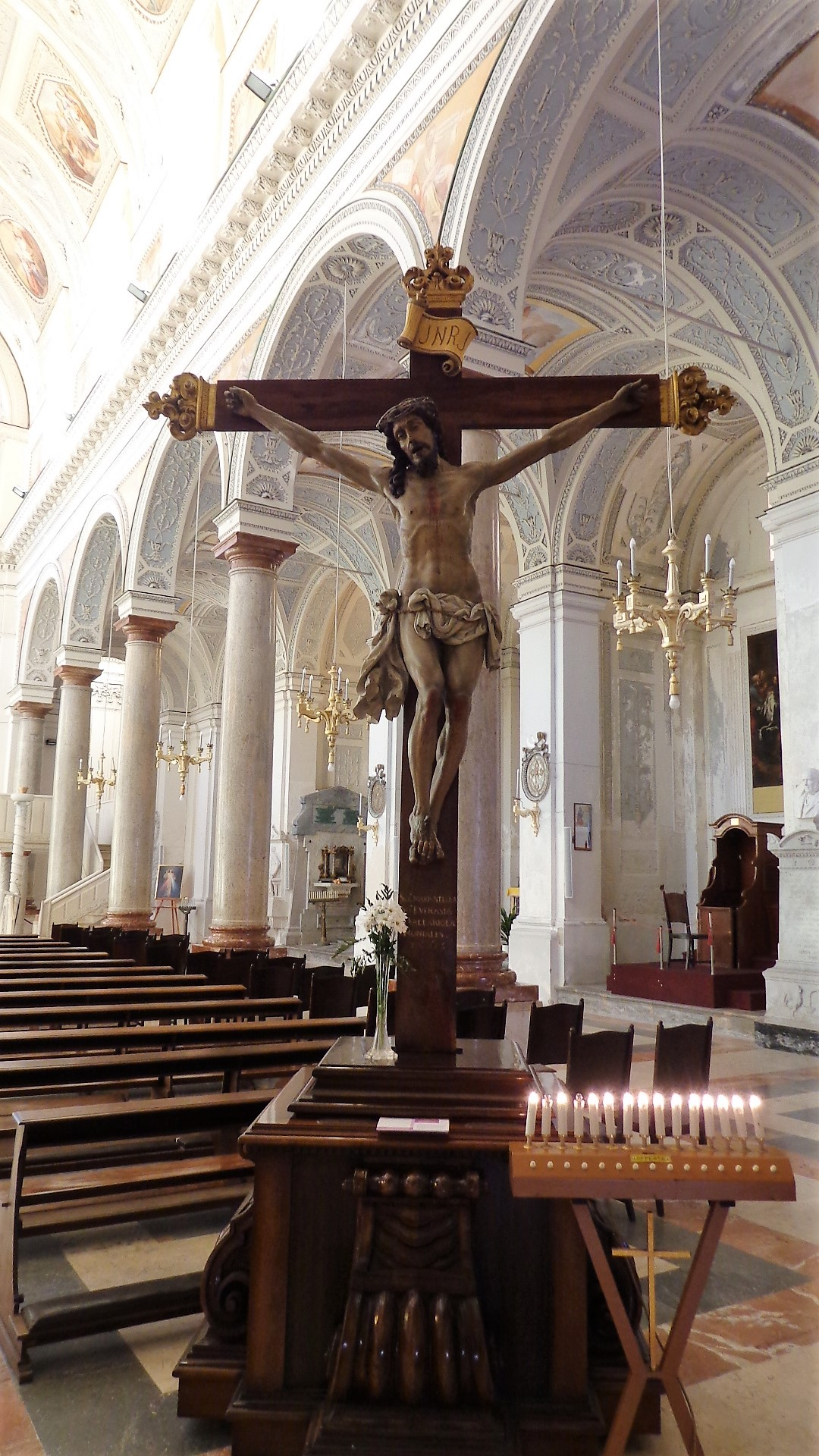
Ingresso.

Il nuovo presbiterio post-conciliare, è stato realizzato nel 1995 da Umberto Benini Craparotta in marmi vari. Esso si compone dell'altare cubico, situato nell'abside, sormontato dal semplice ciborio, dalla cattedra, sotto l'arco trionfale e dal complesso dell'ambone, situato sotto l'ultimo arco di destra della navata centrale, costituito dal pulpito poggiante su quattro colonne, dal sottostante fonte battesimale e dall'ambone.

#### Navata destra

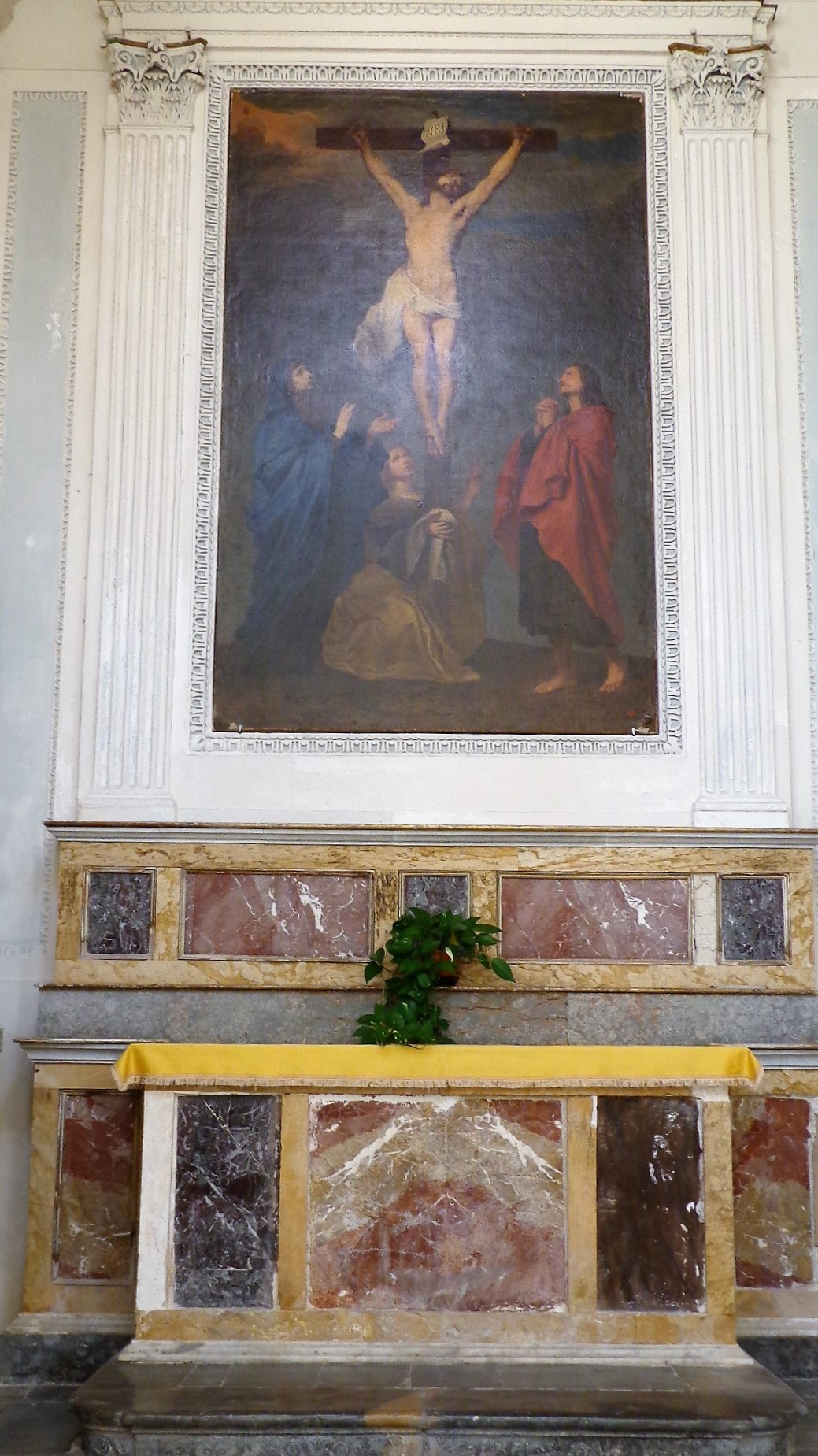
La Crocifissione di Antoon van Dyck

- Prima campata: Cappella di San Pietro, altare dedicato a San Pietro Apostolo. Sull'altare è collocato il dipinto raffigurante la Consegna delle chiavi a San Pietro, olio su tela di autore ignoto siciliano del XVIII secolo. Nell'ambiente è presente la statua lignea raffigurante il Sacro Cuore.
- Seconda campata: Cappella dell'Ultima Cena. Sull'altare è collocato il dipinto raffigurante l'Ultima Cena, olio su tela di Vito d'Anna del XVIII secolo, opera ispirata all'omonimo capolavoro del fiammingo Pietro Paolo Rubens.
- Terza campata: Cappella della Natività.[2] Sull'altare è collocato il dipinto raffigurante l'Adorazione dei Pastori, olio su tela, opera del pittore fiammingo Geronimo Gerardi del 1631. Nell'ambiente è presente la statua marmorea di scuola gaginesca raffigurante San Lorenzo Martire degli inizi del XVI secolo.
- Quarta campata: Cappella del Crocifisso.[2] Sull'altare è collocato il dipinto raffigurante la Crocifissione, olio su tela di Antoon van Dyck del 1640c., opera commissionata dopo il soggiorno siciliano del pittore fiammingo.[11][12] Nell'ambiente è presente la sepoltura di suor Innocenza Riccio[13][14] e il monumento al pittore Giuseppe Errante, opera di Leonardo Pennino.
- Ingresso laterale meridionale.

#### Navata sinistra
- Prima campata: Cappella di San Cristoforo, altare dedicato a San Cristoforo. Sull'altare è collocato il dipinto raffigurante San Cristoforo, dipinto su tela di Vincenzo Manno, alla parete è documentato un preesistente dipinto opera di Bernardino la Francesca. Nell'ambiente è presente la statua raffigurante San Pio di Pietrelcina.
- Seconda campata: Cappella di San Giorgio, altare dedicato a San Giorgio. Sull'altare è collocato il dipinto raffigurante San Giorgio e il drago,[11] olio su tela di Andrea Carreca del 1639c.[15] Nell'ambiente è presente lo stemma della Repubblica marinara di Genova e la Croce commemorante la consacrazione della chiesa primitiva.[2]
- Terza campata: Cappella di Sant'Antonio di Padova, altare dedicato a Sant'Antonio di Padova. Sull'altare è collocato il dipinto raffigurante Vergine col bambino e Sant'Antonio di Padova, dipinto su tela di Giuseppe Felice del XVII secolo. Nell'ambiente è presente la statua lignea raffigurante San Giuseppe ed il bambino d'autore ignoto e il monumento dedicato a monsignore Filippo Iacolino, opera di Domenico Li Muli.
- Quarta campata: Cappella della Deposizione.[2] Sull'altare è collocato il dipinto di scuola fiamminga raffigurante la Deposizione dalla Croce, olio su tela di ignoto autore collocabile tra il 1634 e il 1636, opera ispirata all'omonimo capolavoro del fiammingo Pietro Paolo Rubens. Nell'ambiente è collocato il monumento dedicato al cantore Diego De Luca, opera di Federico Siracusa.

### Transetto
- Absidiola destra: Cappella del Santissimo Sacramento. La cappella è arricchita con rilievi in legno dorato e ospita le reliquie di numerosi Santi Martiri. Ospita la statua in marmo alabastrino del Cristo deposto, localmente denominato Pietra Incarnata, opera dell'artista Giacomo Tartaglia della prima metà del XVIII secolo.[10][11]
  - Braccio destro transetto: Cappella di San Lorenzo Martire. Sull'altare campeggia il dipinto raffigurante il Martirio di San Lorenzo, opera del pittore don Giuseppe Felice del XVII secolo. Nell'ambiente è collocato il monumento ad Ascanio Fardella, anno MDCXXXVIII.
- Absidiola sinistra: Cappella della Madonna di Trapani. Sulla mensa dell'altare è collocata la statua in marmo di Carrara riproducente la Maria Santissima di Trapani del 2008, dono del vescovo Francesco Miccichè. La primitiva statua in legno policromo opera di Giuseppe Greco è custodita nella chiesa del Carmine. L'ambiente ospita il monumento dedicato a monsignore Francesco Ragusa, opera di Leonardo Croce delimitato da cancellata marmorea.
  - Braccio sinistro transetto: Cappella di Santo Stefano Protomartire. Sull'altare è presente l'affresco raffigurante il Martirio di Santo Stefano, opera di don Domenico La Bruna del XVIII secolo. L'ambiente ospita il nuovo organo meccanico e la consolle dell'organo monumentale e i monumenti al cavaliere Benedetto Alberto Omodei, opera di De Lisi e Giacomo Vento.

### Organi a canne

#### Organo maggiore
Sulla cantoria in controfacciata, si trova l'organo a canne principale della cattedrale, costruito nel 1967 dalla ditta organaria dei Fratelli Ruffatti.
Lo strumento, a trasmissione integralmente elettrica, ha una consolle mobile indipendente situata nella navata laterale sinistra ed avente tre tastiere di 61 note ciascuna e pedaliera concavo-radiale di 32 note. La mostra è composta da una doppia fila di canne di principale disposte a palizzata con bocche a mitria.

#### Organo corale
Nel braccio sinistro del transetto, si trova un secondo organo a canne, costruito nel 2008 dai Fratelli Cimino.
Lo strumento è a trasmissione integralmente meccanica ed è racchiuso entro una cassa lignea con mostra in cinque campi composta da canne di principale. La consolle, a finestra, ha due tastiere di 56 note ciascuna e pedaliera dritta di 30 note.

## Palazzo vescovile
Episcopio e Archivio Storico Diocesano di corso Vittorio Emanuele, 38.
- XVII secolo, Sacra Famiglia, Adorazione dei magi, Adorazione dei pastori, ciclo di dipinti, opere di Giuseppe Felici.

## Specus Corallii
Oratorio della Cattedrale, cosiddetto Sala Laurentina, ubicato sulla Via Generale Domenico Giglio, 10-12. L’opera è stata progettata nel 2015 dall’architetto Antonino Cardillo, su commissione di Mons. Gaspare Gruppuso e del Consiglio Pastorale, e costruita nel 2016 con fondi di donazione privata raccolti in precedenza da Mons. Antonino Adragna.

## Galleria d'immagini

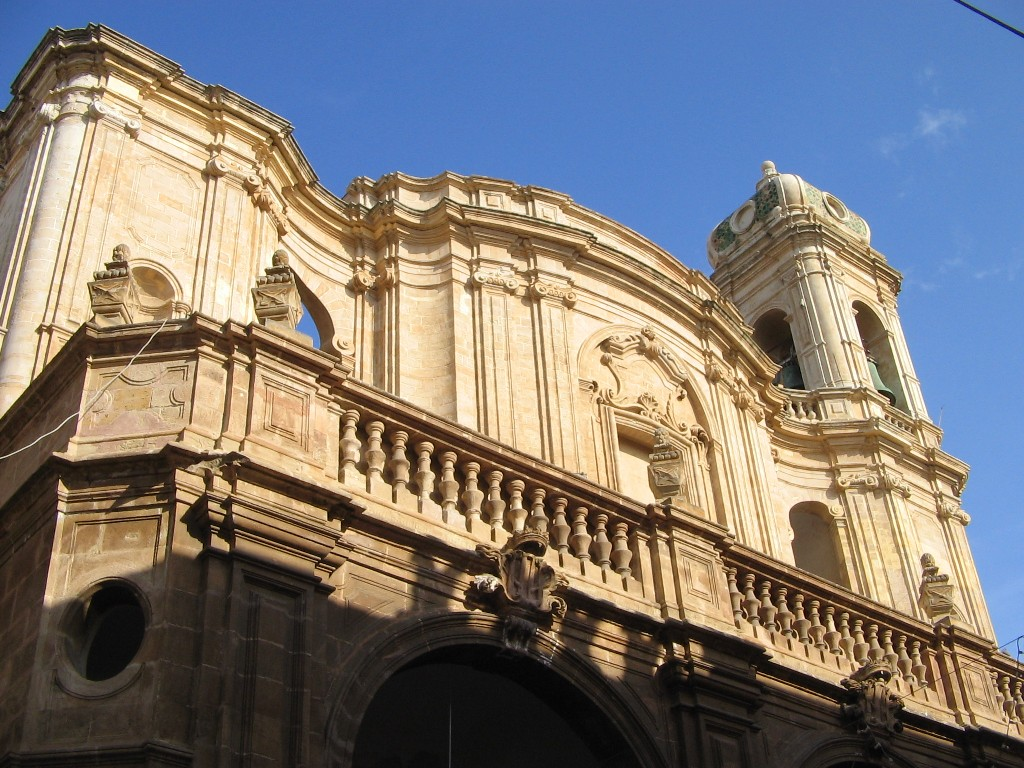
La parte superiore della facciata e il campanile
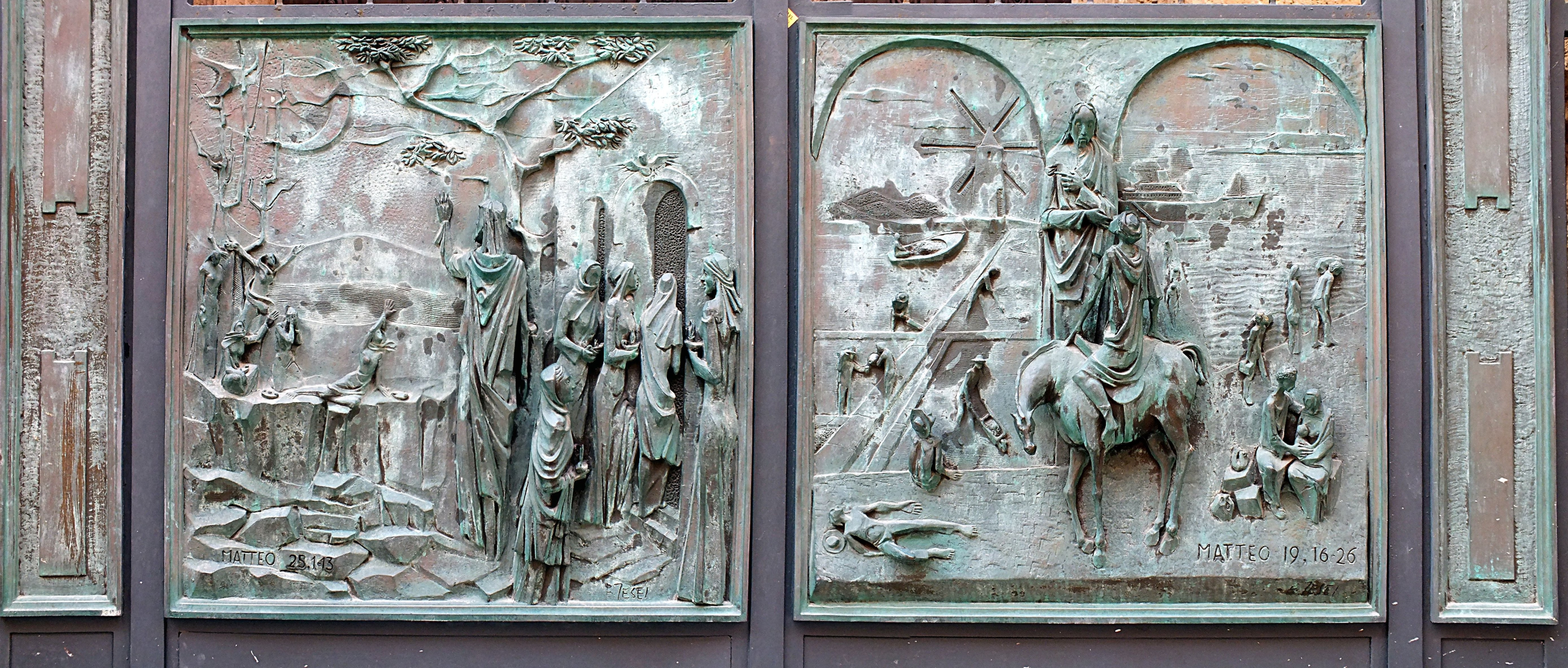
Particolare della cancellata del pronao
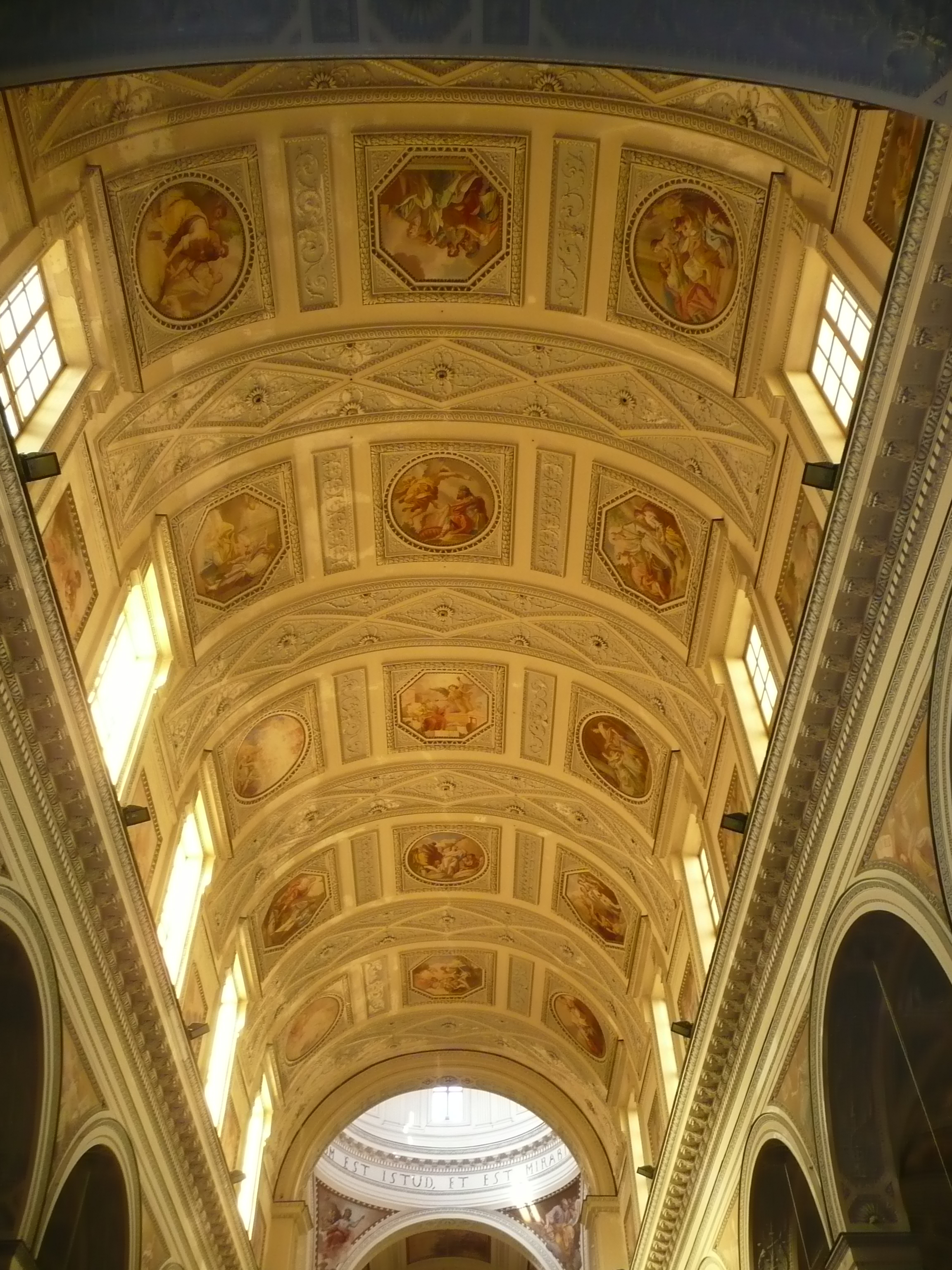
La volta affrescata della navata centrale
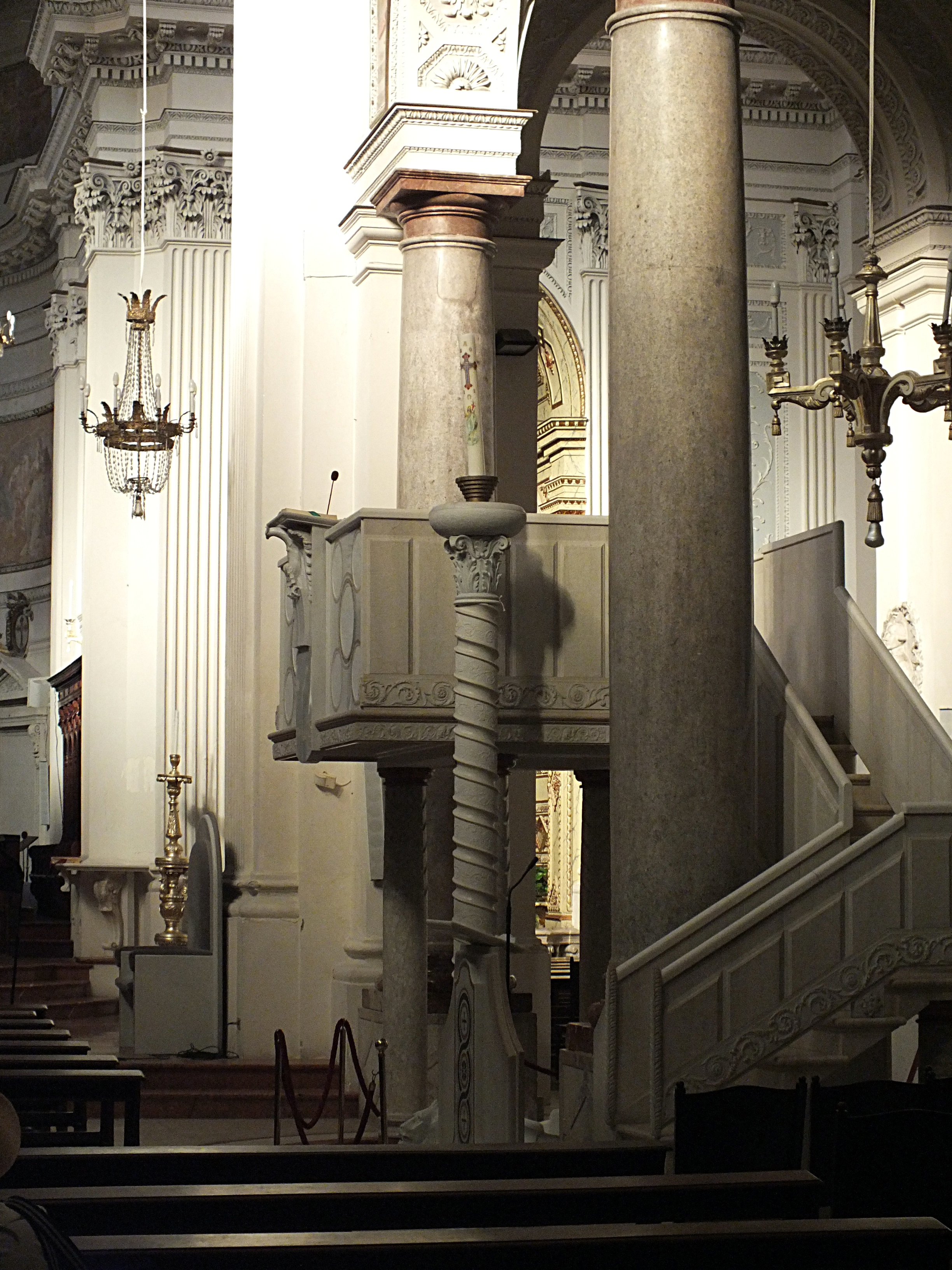
L'ambone